# Copa Panamericana de Voleibol Femenino de 2016
La Copa Panamericana de Voleibol Femenino de 2016 fue la XV edición del torneo de selecciones femeninas de voleibol pertenecientes a la NORCECA y a la Confederación Sudamericana de Voleibol (CSV). Se llevó a cabo del 2 al 10 de julio de 2016 en la ciudad de Santo Domingo, capital de la República Dominicana, que fue anunciada como sede el 20 de febrero de 2016. El torneo fue organizado por la Federación Dominicana de Voleibol bajo la supervisión de la Unión Panamericana de Voleibol.

## Sede
| Santo Domingo          | Santo Domingo          | Santo Domingo | Santo Domingo            |
| ---------------------- | ---------------------- | ------------- | ------------------------ |
| Gimnasio Ricardo Arias | Gimnasio Ricardo Arias | Santo Domingo | Polideportivo San Carlos |
| Capacidad: 6000        | Capacidad: 6000        | Santo Domingo | Capacidad: 1200          |
|                        |                        | Santo Domingo |                          |

## Equipos participantes
Un máximo de 12 selecciones pueden participar en el torneo. Los 12 equipos clasificados son los 6 mejores equipos del ranking Norceca del mes de enero de 2016, los 5 mejores equipos del ranking de la CSV y el país anfitrión. En un principio se tenía contemplada la participación de las selecciones de Brasil y  Uruguay pero estas decidieron no presentarse y fueron reemplazadas por Costa Rica y Trinidad y Tobago respectivamente.
NORCECA (Confederación del Norte, Centroamérica y del Caribe):
- Canadá
- Costa Rica
- Cuba
- Estados Unidos
- México
- Puerto Rico
- República Dominicana (local)
- Trinidad y Tobago

CSV (Confederación Sudamericana de Vóley):
- Argentina
- Colombia
- Perú
- Venezuela

### Conformación de los grupos
Los grupos fueron anunciados el 26 de mayo de 2016.
| Grupo A                                                           | Grupo B                                                         |
| ----------------------------------------------------------------- | --------------------------------------------------------------- |
| República Dominicana Puerto Rico Canadá Colombia México Venezuela | Estados Unidos Argentina Cuba Perú Costa Rica Trinidad y Tobago |

## Formato de competición
El torneo se juega desarrolla dividido en dos fases: fase preliminar y fase final.
En la fase preliminar los 12 equipos participantes se dividen en dos grupos de 6 equipos cada uno, en cada grupo se juega con un sistema de todos contra todos y los equipos son ordenados de acuerdo a los siguientes criterios:
- Mayor número de partidos ganados
- Mayor número de puntos obtenidos, los cuales son otorgados de la siguiente manera:
  - Partido con resultado final 3-0: 5 puntos al ganador y 0 puntos al perdedor.
  - Partido con resultado final 3-1: 4 puntos al ganador y 1 puntos al perdedor.
  - Partido con resultado final 3-2: 3 puntos al ganador y 2 puntos al perdedor.

Si dos o más equipos terminan igualados en puntos se aplican los siguientes criterios de desempate:
- Proporción entre los puntos ganados y los puntos perdidos (Puntos ratio).
- Proporción entre los sets ganados y los sets perdidos (Sets ratio).
- Si el empate persiste entre dos equipos se le da prioridad al equipo que haya ganado el último partido entre los equipos implicados.
- Si el empate persiste entre tres equipos o más se realiza una nueva clasificación solo tomando en cuenta los partidos entre los equipos involucrados.

## Calendario
El calendario de la competición fue presentado el 27 de mayo de 2015.
| Fase            | Jornada   | Fecha               |
| --------------- | --------- | ------------------- |
| Fase preliminar | Jornada 1 | 2 de julio de 2015  |
| Fase preliminar | Jornada 2 | 3 de julio de 2015  |
| Fase preliminar | Jornada 3 | 4 de julio de 2015  |
| Fase preliminar | Jornada 4 | 5 de julio de 2015  |
| Fase preliminar | Jornada 5 | 6 de julio de 2015  |
| Fase final      | Jornada 6 | 8 de julio de 2015  |
| Fase final      | Jornada 7 | 9 de julio de 2015  |
| Fase final      | Jornada 8 | 10 de julio de 2015 |

## Resultados

### Fase preliminar
– Clasificados a las semifinales. 
     – Clasificados a los cuartos de final.
     – Pasan a disputar la clasificación del 5.° al 10 lugar.
     – Pasan a disputar el partido por el 11.° y 12.° lugar.

#### Grupo A
|     |                      | Partidos | Partidos | Partidos |     | Sets | Sets | Sets   | Puntos | Puntos | Puntos |
| Pos | Equipo               | PJ       | PG       | PP       | Pts | SG   | SP   | Ratio  | PG     | PP     | Ratio  |
| --- | -------------------- | -------- | -------- | -------- | --- | ---- | ---- | ------ | ------ | ------ | ------ |
| 1   | República Dominicana | 5        | 5        | 0        | 24  | 15   | 1    | 15.000 | 393    | 291    | 1.350  |
| 2   | Puerto Rico          | 5        | 4        | 1        | 20  | 12   | 3    | 4.000  | 365    | 291    | 1.254  |
| 3   | Canadá               | 5        | 3        | 2        | 13  | 9    | 8    | 1.125  | 384    | 377    | 1.018  |
| 4   | Colombia             | 5        | 2        | 3        | 9   | 8    | 12   | 0.666  | 411    | 445    | 0.923  |
| 5   | Venezuela            | 5        | 1        | 4        | 7   | 5    | 12   | 0.416  | 337    | 405    | 0.832  |
| 6   | México               | 5        | 0        | 5        | 2   | 2    | 15   | 0.133  | 328    | 409    | 0.801  |

| Fecha      | Hora  | Partido         | Partido   | Partido     | Sets  | Sets  | Sets  | Sets  | Sets  | Puntuación total | Reporte     |
| Fecha      | Hora  |                 | Resultado |             | 1     | 2     | 3     | 4     | 5     | Puntuación total | Reporte     |
| ---------- | ----- | --------------- | --------- | ----------- | ----- | ----- | ----- | ----- | ----- | ---------------- | ----------- |
| 2 de julio | 14:00 | Canadá          | 3 – 1     | Colombia    | 25-21 | 18-25 | 25-16 | 25-21 | -     | 93 – 83          | P2 P3       |
| 2 de julio | 18:00 | Puerto Rico     | 3 – 0     | México      | 25-19 | 25-19 | 25-23 | -     | -     | 75 – 61          | P2 P3       |
| 2 de julio | 20:00 | Rep. Dominicana | 3 – 0     | Venezuela   | 25-16 | 25-11 | 25-16 | -     | -     | 75 – 43          | P2 P3       |
| 3 de julio | 14:00 | Colombia        | 0 – 3     | Puerto Rico | 18-25 | 17-25 | 15-25 | -     | -     | 50 – 75          | [ P2] [ P3] |
| 3 de julio | 16:00 | Venezuela       | 1 – 3     | Canadá      | 25-22 | 20-25 | 29-31 | 21-25 | -     | 95 – 103         | P2 P3       |
| 3 de julio | 20:00 | Rep. Dominicana | 3 – 0     | México      | 25-17 | 25-15 | 25-19 | -     | -     | 75 – 51          | P2 P3       |
| 4 de julio | 14:00 | México          | 0 – 3     | Venezuela   | 17-25 | 20-25 | 20-25 | -     | -     | 57 – 75          | P2 P3       |
| 4 de julio | 16:00 | Canadá          | 0 – 3     | Puerto Rico | 19-25 | 17-25 | 19-25 | -     | -     | 55 – 75          | P2 P3       |
| 4 de julio | 20:00 | Rep. Dominicana | 3 – 1     | Colombia    | 25-13 | 17-25 | 25-18 | 25-18 | -     | 92 – 74          | P2 P3       |
| 5 de julio | 14:00 | Puerto Rico     | 3 – 0     | Venezuela   | 25-12 | 25-21 | 25-17 | -     | -     | 75 – 50          | P2 P3       |
| 5 de julio | 16:00 | Colombia        | 3 – 2     | México      | 21-25 | 21-25 | 25-23 | 25-23 | 17-15 | 109 – 111        | P2 P3       |
| 5 de julio | 20:00 | Rep Dominicana  | 3 – 0     | Canadá      | 26-24 | 25-21 | 25-13 | -     | -     | 76 – 58          | P2 P3       |
| 6 de julio | 16:00 | México          | 0 – 3     | Canadá      | 16-25 | 18-25 | 14-25 | -     | -     | 48 – 75          | P2 P3       |
| 6 de julio | 16:00 | Venezuela       | 1 – 3     | Colombia    | 10-25 | 16-25 | 25-20 | 23-25 | -     | 74 – 95          | P2 P3       |
| 6 de julio | 20:00 | Rep. Dominicana | 3 – 0     | Puerto Rico | 25-22 | 25-20 | 25-23 | -     | -     | 75 – 65          | P2 P3       |

#### Grupo B
|     |                   | Partidos | Partidos | Partidos |     | Sets | Sets | Sets  | Puntos | Puntos | Puntos |
| Pos | Equipo            | PJ       | PG       | PP       | Pts | SG   | SP   | Ratio | PG     | PP     | Ratio  |
| --- | ----------------- | -------- | -------- | -------- | --- | ---- | ---- | ----- | ------ | ------ | ------ |
| 1   | Estados Unidos    | 5        | 5        | 0        | 23  | 15   | 2    | 7.500 | 404    | 293    | 1.378  |
| 2   | Cuba              | 5        | 3        | 2        | 18  | 12   | 6    | 2.000 | 397    | 347    | 1.144  |
| 3   | Argentina         | 5        | 3        | 2        | 16  | 11   | 7    | 1.571 | 394    | 351    | 1.122  |
| 4   | Perú              | 5        | 3        | 2        | 12  | 9    | 9    | 1.000 | 406    | 369    | 1.100  |
| 5   | Trinidad y Tobago | 5        | 1        | 4        | 6   | 4    | 12   | 0.333 | 292    | 379    | 0.770  |
| 6   | Costa Rica        | 5        | 0        | 5        | 0   | 0    | 15   | 0.000 | 221    | 375    | 0.589  |

| Fecha      | Hora  | Partido           | Partido   | Partido           | Sets  | Sets  | Sets  | Sets  | Sets  | Puntuación total | Reporte     |
| Fecha      | Hora  |                   | Resultado |                   | 1     | 2     | 3     | 4     | 5     | Puntuación total | Reporte     |
| ---------- | ----- | ----------------- | --------- | ----------------- | ----- | ----- | ----- | ----- | ----- | ---------------- | ----------- |
| 2 de julio | 14:00 | Argentina         | 3 – 0     | Costa Rica        | 25-10 | 25-17 | 25-15 | -     | -     | 75 – 42          | P2 P3       |
| 2 de julio | 16:00 | Cuba              | 3 – 0     | Trinidad y Tobago | 25-20 | 25-14 | 25-19 | -     | -     | 75 – 53          | P2 P3       |
| 2 de julio | 16:00 | Estados Unidos    | 3 – 0     | Perú              | 25-22 | 25-19 | 27-25 | -     | -     | 77 – 66          | P2 P3       |
| 3 de julio | 14:00 | Costa Rica        | 0 – 3     | Cuba              | 9-25  | 8-25  | 18-25 | -     | -     | 35 – 75          | P2 P3       |
| 3 de julio | 16:00 | Trinidad y Tobago | 0 – 3     | Estados Unidos    | 11-25 | 13-25 | 19-25 | -     | -     | 43 – 75          | P2 P3       |
| 3 de julio | 18:00 | Perú              | 3 – 2     | Argentina         | 25-16 | 25-19 | 24-26 | 20-25 | 15-11 | 109 – 97         | P2 P3       |
| 4 de julio | 14:00 | Costa Rica        | 0 – 3     | Perú              | 10-25 | 15-25 | 19-25 | -     | -     | 44 – 75          | P2 P3       |
| 4 de julio | 16:00 | Argentina         | 3 – 0     | Trinidad y Tobago | 25-15 | 25-12 | 25-18 | -     | -     | 75 – 45          | P2 P3       |
| 4 de julio | 18:00 | Estados Unidos    | 3 – 2     | Cuba              | 19-25 | 25-20 | 18-25 | 25-15 | 15-7  | 102 – 92         | P2 P3       |
| 5 de julio | 14:00 | Trinidad y Tobago | 1 – 3     | Perú              | 19-25 | 25-23 | 17-25 | 15-25 | -     | 76 – 98          | P2 P3       |
| 5 de julio | 16:00 | Costa Rica        | 0 – 3     | Estados Unidos    | 16-25 | 10-25 | 18-25 | -     | -     | 44 – 75          | P2 P3       |
| 5 de julio | 18:00 | Cuba              | 1 – 3     | Argentina         | 25-22 | 17-25 | 23-25 | 15-25 | -     | 80 – 97          | P2 P3       |
| 6 de julio | 14:00 | Cuba              | 3 – 0     | Perú              | 25-19 | 25-20 | 25-21 | -     | -     | 75 – 60          | [ P2] [ P3] |
| 6 de julio | 14:00 | Trinidad y Tobago | 3 – 0     | Costa Rica        | 25-19 | 25-14 | 25-23 | -     | -     | 75 – 56          | P2 P3       |
| 6 de julio | 18:00 | Argentina         | 0 – 3     | Estados Unidos    | 14-25 | 13-25 | 23-25 | -     | -     | 50 – 75          | P2 P3       |

### Fase final

#### Partido 11.° y 12.° lugar
| Fecha      | Hora  | Partido | Partido   | Partido    | Sets  | Sets  | Sets  | Sets | Sets | Puntuación total | Reporte     |
| Fecha      | Hora  |         | Resultado |            | 1     | 2     | 3     | 4    | 5    | Puntuación total | Reporte     |
| ---------- | ----- | ------- | --------- | ---------- | ----- | ----- | ----- | ---- | ---- | ---------------- | ----------- |
| 8 de julio | 14:00 | México  | 3 – 0     | Costa Rica | 25-17 | 25-16 | 25-20 | -    | -    | 75 – 53          | [ P2] [ P3] |

#### Clasificación 5. al 10.° lugar
|  |                |                   |                |  |  | Cuartos de final 5°-10° lugar | Cuartos de final 5°-10° lugar | Cuartos de final 5°-10° lugar |  |  | Semifinales 5°-8° lugar | Semifinales 5°-8° lugar | Semifinales 5°-8° lugar |  |  | 5° y 6° lugar | 5° y 6° lugar | 5° y 6° lugar |
|  |                |                   |                |  |  |                               |                               |                               |  |  |                         |                         |                         |  |  |               |               |               |
|  |                |                   |                |  |  |                               |                               |                               |  |  | 4A                      | Colombia                | 2                       |  |  |               |               |               |
|  | 9° y 10° lugar | 9° y 10° lugar    | 9° y 10° lugar |  |  | 4A                            | Colombia                      | 3                             |  |  | 3B                      | Argentina               | 3                       |  |  |               |               |               |
|  |                |                   |                |  |  | 5B                            | Trinidad y Tobago             | 0                             |  |  |                         |                         |                         |  |  | 3B            | Argentina     | 3             |
|  | 5B             | Trinidad y Tobago | 0              |  |  |                               |                               |                               |  |  |                         |                         |                         |  |  | 3A            | Canadá        | 0             |
|  | 4B             | Perú              | 3              |  |  |                               |                               |                               |  |  | 5A                      | Venezuela               | 0                       |  |  |               |               |               |
|  |                |                   |                |  |  | 4B                            | Perú                          | 1                             |  |  | 3A                      | Canadá                  | 3                       |  |  | 7° y 8° lugar | 7° y 8° lugar | 7° y 8° lugar |
|  |                |                   |                |  |  | 5A                            | Venezuela                     | 3                             |  |  |                         |                         |                         |  |  |               |               |               |
|  |                |                   |                |  |  |                               |                               |                               |  |  |                         |                         |                         |  |  | 4A            | Colombia      | 3             |
|  |                |                   |                |  |  |                               |                               |                               |  |  |                         |                         |                         |  |  | 5A            | Venezuela     | 1             |

##### Cuartos de final 5. al 10.° lugar
| Fecha      | Hora  | Partido  | Partido   | Partido           | Sets  | Sets  | Sets  | Sets  | Sets | Puntuación total | Reporte |
| Fecha      | Hora  |          | Resultado |                   | 1     | 2     | 3     | 4     | 5    | Puntuación total | Reporte |
| ---------- | ----- | -------- | --------- | ----------------- | ----- | ----- | ----- | ----- | ---- | ---------------- | ------- |
| 8 de julio | 16:00 | Colombia | 3 – 0     | Trinidad y Tobago | 25-21 | 25-17 | 25-17 | -     | -    | 75 – 55          | P2 P3   |
| 8 de julio | 16:00 | Perú     | 1 – 3     | Venezuela         | 27-25 | 30-32 | 18-25 | 20-25 | -    | 95 – 107         | P2 P3   |

##### Semifinales 5. al 8.° lugar
| Fecha      | Hora  | Partido   | Partido   | Partido   | Sets  | Sets  | Sets  | Sets  | Sets | Puntuación total | Reporte |
| Fecha      | Hora  |           | Resultado |           | 1     | 2     | 3     | 4     | 5    | Puntuación total | Reporte |
| ---------- | ----- | --------- | --------- | --------- | ----- | ----- | ----- | ----- | ---- | ---------------- | ------- |
| 9 de julio | 14:00 | Colombia  | 2 – 3     | Argentina | 18-25 | 25-23 | 25-21 | 25-27 | 8-15 | 101 – 111        | P2 P3   |
| 9 de julio | 16:00 | Venezuela | 0 – 3     | Canadá    | 20-25 | 16-25 | 22-25 | -     | -    | 58 – 75          | P2 P3   |

##### Partido 9.° y 10.° lugar
| Fecha      | Hora  | Partido           | Partido   | Partido | Sets  | Sets  | Sets  | Sets | Sets | Puntuación total | Reporte |
| Fecha      | Hora  |                   | Resultado |         | 1     | 2     | 3     | 4    | 5    | Puntuación total | Reporte |
| ---------- | ----- | ----------------- | --------- | ------- | ----- | ----- | ----- | ---- | ---- | ---------------- | ------- |
| 9 de julio | 16:00 | Trinidad y Tobago | 0 – 3     | Perú    | 21-25 | 13-25 | 16-25 | -    | -    | 50 – 75          | P2 P3   |

##### Partido 7.° y 8.° lugar
| Fecha       | Hora  | Partido  | Partido   | Partido   | Sets  | Sets  | Sets  | Sets  | Sets | Puntuación total | Reporte |
| Fecha       | Hora  |          | Resultado |           | 1     | 2     | 3     | 4     | 5    | Puntuación total | Reporte |
| ----------- | ----- | -------- | --------- | --------- | ----- | ----- | ----- | ----- | ---- | ---------------- | ------- |
| 10 de julio | 14:00 | Colombia | 3 – 1     | Venezuela | 25-19 | 20-25 | 25-17 | 25-13 | -    | 95 – 74          | P2 P3   |

##### Partido 5.° y 6.° lugar
| Fecha       | Hora  | Partido   | Partido   | Partido | Sets  | Sets  | Sets  | Sets | Sets | Puntuación total | Reporte |
| Fecha       | Hora  |           | Resultado |         | 1     | 2     | 3     | 4    | 5    | Puntuación total | Reporte |
| ----------- | ----- | --------- | --------- | ------- | ----- | ----- | ----- | ---- | ---- | ---------------- | ------- |
| 10 de julio | 16:00 | Argentina | 3 – 0     | Canadá  | 25-21 | 25-23 | 25-23 | -    | -    | 75 – 67          | P2 P3   |

#### Clasificación 1.° al 4.° lugar
|  | Cuartos de final | Cuartos de final | Cuartos de final |                 |   | Semifinales | Semifinales  | Semifinales  |              |                | Final       | Final | Final |  |
|  |                  |                  |                  |                 |   |             |              |              |              |                |             |       |       |  |
|  |                  |                  |                  |                 |   |             |              |              |              |                |             |       |       |  |
|  |                  |                  |                  |                 |   |             |              |              |              |                |             |       |       |  |
|  |                  |                  |                  |                 |   |             |              |              |              |                |             |       |       |  |
|  |                  |                  |                  |                 |   |             |              |              |              |                |             |       |       |  |
|  |                  | 1B               | Estados Unidos   | 1               |   |             |              |              |              |                |             |       |       |  |
|  |                  |                  |                  | 1               |   |             |              |              |              |                |             |       |       |  |
|  |                  |                  | 2A               | Puerto Rico     | 3 |             |              |              |              |                |             |       |       |  |
|  | 2A               | Puerto Rico      | 2A               | Puerto Rico     | 3 | 3           |              |              |              |                |             |       |       |  |
|  | 2A               | Puerto Rico      |                  |                 |   |             |              |              |              |                |             |       |       |  |
|  | 3B               | Argentina        | 0                |                 |   |             |              |              |              |                |             |       |       |  |
|  | 3B               | Argentina        | 0                |                 |   |             |              |              |              | 1A             | Puerto Rico | 2     |       |  |
|  |                  |                  |                  |                 |   |             |              |              |              | 1A             | Puerto Rico | 2     |       |  |
|  |                  |                  | 2A               | Rep. Dominicana | 3 |             |              |              |              |                |             |       |       |  |
|  |                  |                  | 2A               | Rep. Dominicana | 3 |             |              |              |              |                |             |       |       |  |
|  |                  |                  |                  |                 |   |             |              |              |              |                |             |       |       |  |
|  |                  |                  |                  |                 |   |             |              |              |              |                |             |       |       |  |
|  |                  | 1A               | Rep. Dominicana  | 3               |   |             | Tercer lugar | Tercer lugar | Tercer lugar |                |             |       |       |  |
|  |                  |                  |                  | 3               |   |             | Tercer lugar | Tercer lugar | Tercer lugar |                |             |       |       |  |
|  |                  |                  | 2B               | Cuba            | 0 |             |              |              |              |                |             |       |       |  |
|  | 2B               | Cuba             | 2B               | Cuba            | 0 | 3           |              |              | 2B           | Estados Unidos | 3           |       |       |  |
|  | 2B               | Cuba             |                  |                 |   |             |              |              | 2B           | Estados Unidos | 3           |       |       |  |
|  | 3A               | Canadá           | 2                |                 |   |             |              |              |              |                | 1B          | Cuba  | 1     |  |
|  | 3A               | Canadá           | 2                |                 |   |             |              |              |              |                | 1B          | Cuba  | 1     |  |
|  |                  |                  |                  |                 |   |             |              |              |              |                |             |       |       |  |

##### Cuartos de final
| Fecha      | Hora  | Partido     | Partido   | Partido   | Sets  | Sets  | Sets  | Sets  | Sets  | Puntuación total | Reporte |
| Fecha      | Hora  |             | Resultado |           | 1     | 2     | 3     | 4     | 5     | Puntuación total | Reporte |
| ---------- | ----- | ----------- | --------- | --------- | ----- | ----- | ----- | ----- | ----- | ---------------- | ------- |
| 8 de julio | 18:00 | Cuba        | 3 – 2     | Canadá    | 21-25 | 25-18 | 25-16 | 21-25 | 16-14 | 108 – 98         | P2 P3   |
| 8 de julio | 20:00 | Puerto Rico | 3 – 0     | Argentina | 25-11 | 25-13 | 25-18 | -     | -     | 75 – 42          | P2 P3   |

##### Semifinales
| Fecha      | Hora  | Partido         | Partido   | Partido     | Sets  | Sets  | Sets  | Sets  | Sets | Puntuación total | Reporte |
| Fecha      | Hora  |                 | Resultado |             | 1     | 2     | 3     | 4     | 5    | Puntuación total | Reporte |
| ---------- | ----- | --------------- | --------- | ----------- | ----- | ----- | ----- | ----- | ---- | ---------------- | ------- |
| 9 de julio | 18:00 | Estados Unidos  | 1 – 3     | Puerto Rico | 20-25 | 25-21 | 17-25 | 20-25 | -    | 82 – 96          | P2 P3   |
| 9 de julio | 20:00 | Rep. Dominicana | 3 – 0     | Cuba        | 25-11 | 25-22 | 25-21 | -     | -    | 75 – 54          | P2 P3   |

##### Partido3.ery 4.° puesto
| Fecha       | Hora  | Partido        | Partido   | Partido | Sets  | Sets | Sets  | Sets | Sets | Puntuación total | Reporte |
| Fecha       | Hora  |                | Resultado |         | 1     | 2    | 3     | 4    | 5    | Puntuación total | Reporte |
| ----------- | ----- | -------------- | --------- | ------- | ----- | ---- | ----- | ---- | ---- | ---------------- | ------- |
| 10 de julio | 15:00 | Estados Unidos | 3 – 1     | Cuba    | 20-25 | 25-9 | 25-15 | 25-9 | -    | 95 – 58          | P2 P3   |

##### Final
| Fecha       | Hora  | Partido     | Partido   | Partido         | Sets  | Sets  | Sets  | Sets  | Sets | Puntuación total | Reporte |
| Fecha       | Hora  |             | Resultado |                 | 1     | 2     | 3     | 4     | 5    | Puntuación total | Reporte |
| ----------- | ----- | ----------- | --------- | --------------- | ----- | ----- | ----- | ----- | ---- | ---------------- | ------- |
| 10 de julio | 17:00 | Puerto Rico | 2 – 3     | Rep. Dominicana | 25-23 | 19-25 | 25-20 | 21-25 | 6-15 | 96 – 108         | P2 P3   |

## Clasificación general
| Pos.              | Equipo               |
| ----------------- | -------------------- |
| Medalla de oro    | República Dominicana |
| Medalla de plata  | Puerto Rico          |
| Medalla de bronce | Estados Unidos       |
| 4                 | Cuba                 |
| 5                 | Argentina            |
| 6                 | Canadá               |
| 7                 | Colombia             |
| 8                 | Venezuela            |
| 9                 | Perú                 |
| 10                | Trinidad y Tobago    |
| 11                | México               |
| 12                | Costa Rica           |